# Ómicron Serpentis
Ómicron Serpentis (ο Ser / 56 Serpentis) es una estrella en la constelación de Serpens, situada en Serpens Cauda —la cola de la serpiente—.
Se encuentra a 173 años luz del sistema solar.
Ómicron Serpentis es una estrella de la secuencia principal de tipo espectral A2Va con una temperatura efectiva de 8452 K.
Su luminosidad es 41 veces superior a la luminosidad solar, siendo por tanto más luminosa que otras estrellas parecidas como ι Centauri o Alfecca Meridiana (α Coronae Australis), mas no tanto como Chertan (θ Leonis), estrella que parece estar entrando en la fase de subgigante.
Con un diámetro un 80% más grande que el diámetro solar, gira sobre sí misma con una velocidad de rotación proyectada de 112,6 km/s, 56 veces más deprisa que el Sol.
Tiene una masa 2,10 veces mayor que la masa solar.
Ómicron Serpentis presenta una metalicidad considerablemente menor que la solar ([Fe/H] = -0,35).
De 18 elementos evaluados, algunos, como sodio, escandio e itrio, son más abundantes que en el Sol ([Na/H] = +0,45).
Sin embargo, la mayor parte siguen la misma pauta que el hierro, destacando el exiguo contenido de estroncio, apenas un 15% del encontrado en el Sol.